# Cemal Gürsel
Cemal Gürsel (IPA: [dʒeˈmaɫ ɟyɾˈsel]) (Erzurum, 10 ottobre 1895 – Ankara, 14 settembre 1966) è stato un generale turco.
Nel 1960 Gürsel fu messo a capo della giunta che con un colpo di Stato rovesciò il governo del primo ministro Adnan Menderes.
Gürsel assunse in seguito la carica di presidente della Repubblica fino al 1966 e brevemente anche quella di primo ministro e di ministro della difesa.

## Carriera militare
Dopo aver frequentato la scuola militare di Kuleki a Istanbul, il 16 ottobre 1914 interruppe gli studi dell'ultimo anno per prendere parte alla prima guerra mondiale in qualità di ufficiale di artiglieria nel 4º Corpo d'armata prendendo parte alla battaglia dei Dardanelli e ottenendo la promozione a sottotenente il 12 luglio 1915 e raggiungendo il grado di tenente il 1º settembre 1915 con la 1ª batteria del 12 ° Reggimento artiglieria. In seguito prese parte nel 1917 alla campagna in Sinai e Palestina al comando della 5ª batteria obici del 41º Reggimento e ammalatosi di malaria venne catturato dagli inglesi il 19 settembre 1918 e dopo due anni di prigionia in Egitto rilasciato il 6 ottobre 1920.
Dopo il suo rilascio, Cemal Gürsel fece ritorno in Anatolia unendosi a Mustafa Kemal nella lotta per l'indipendenza turca e prendendo parte tra il 1920 e il 1923 a tutte le campagne sul fronte occidentale, distinguendosi nella seconda battaglia di İnönü, nella battaglia di Eskişehir e nella battaglia del Sakarya, e successivamente è stato insignito della Medaglia d'indipendenza da parte della Grande Assemblea Nazionale per il suo servizio nella offensiva finale.
Dopo essere stato promosso capitano il 1º settembre 1922, il 1º ottobre entrò nall'Accademia Militare, dalla quale uscì nel 1929 come ufficiale di stato maggiore. Successivamente venne promosso maggiore nel 1931, tenente colonnello nel 1936 e colonnello nel 1940.
Nel 1946 venne promosso generale di brigata e nominato comandante della 65ª Divisione. Nel 1948 viene promosso maggior generale e nominato capo di stato maggiore del 2º Corpo d'armata e nel 1950 viene nominato comandante della 12ª Divisione. Nel 1953 venne promosso tenente generale e assegnato al comando della regione militare di Smirne e nel 1957 promosso generale a quattro stelle e comandante della IIIa Armata. Nel 1958 viene nominato Comandante in capo dell'Esercito Turco. Il 3 maggio 1960, quando sembrava dovesse assumere il comando delle forze armate turche venne posto a riposo.

## Presidenza della Repubblica
Il 27 maggio 1960 venne messo in atto un colpo di Stato da parte di un gruppo di 37 giovani ufficiali di medio e basso rango che agirono al di fuori della catena di comando dello stato maggiore e orchestrato dal colonnello Alparslan Türkeş contro il governo democraticamente eletto del primo ministro Adnan Menderes il 27 maggio 1960. Il colpo di Stato venne annunciatò alle ore 4:36 del mattino del 27 maggio 1960 dal colonnello Alparslan Türkeş che da radio Ankara comunicò che le forze armate turche avevano preso il controllo dello stato per prevenire una guerra civile. Il comando effettivo delle operazioni durante il colpo di Stato venne esercitato dal generale di brigata Cemal Madanoğlu.
Gli autori del colpo di Stato costituirono una giunta militare denominata Comitato di Unità Nazionale (turco: Millî Birlik Komitesi, MBK) nominando il generale Cemal Gürsel, comandante in capo dell'esercito turco, che non aveva avuto alcun ruolo nell'organizzazione e nella realizzazione del golpe, capo della giunta a causa della sua immensa popolarità. Gürsel è stato scelto dai rivoltosi come capo della giunta durante la notte in cui è stato effettuato il colpo di Stato, prelevato a Smirne e scortato ad Ankara in un velivolo da trasporto C-47 da un capitano che era il più giovane ufficiale del gruppo dei rivoltosi, quando già i capi della rivolta avevano arrestato e inviato nell'isola di Yassiada, nel Mar di Marmara, il presidente Celâl Bayar, il premier Adnan Menderes, il capo di stato maggiore generale Rüştü Erdelhun e alcuni altri membri del Partito Democratico al governo, mentre il ministro degli interni Namık Gedik si suicidò mentre era detenuto presso l'Accademia militare turca. Giunto ad Ankara alle 11:30 Cemal Gürsel incontrò gli ufficiali autori del golpe e alle 16:00 come un leader del gruppo fece un discorso alla radio in cui veniva annunciata la revoca del coprifuoco; tra la popolazione di Ankara e Istanbul vi furono manifestazioni di grande giubilo, diversamente che nel resto della Turchia, in quanto durante il governo di Menderes le agitazioni erano essenzialmente limitate ad Ankara, Istanbul e parzialmente a Smirne, mentre nella maggior parte delle aree rurali Menderes aveva molti simpatizzanti, che guardavano la nuova giunta militare con sospetto.
Il giorno dopo il colpo di Stato, Cemal Gürsel è stato dichiarato capo dello Stato e capo del governo e dal 30 maggio 1960 anche ministro della difesa, con poteri assoluti che nemmeno Kemal Atatürk aveva mai avuto. Gürsel avrebbe lasciato la carica di primo ministro il 27 ottobre 1961 a Fahrettin Özdilek, mentre avrebbe lasciato la carica di ministro della difesa a Hüseyin Ataman il 9 giugno 1960 appena alcuni giorni dopo il colpo di Stato.
Lo stesso giorno del suo insediamento ad Ankara, Gürsel liberò duecento studenti e nove giornalisti, precedentemente arrestati nei giorni precedenti il colpo di Stato, autorizzò 14 giornalisti a poter nuovamente pubblicare, e convocò dieci professori di diritto delle università di Istanbul e Ankara, Siddik Sami Onar, Hıfzı Veldet Velidedeoğlu, Ragıp Sarica, Naci Sensoy, Hüseyin Nail Kubalı, Tarık Zafer Tunaya, İsmet Giritli, İlhan Arsel, Bahri Savci e Muammer Aksoy, affiancati da Erdoğan Teziç, uno studente neolaureato, come loro assistente (attualmente Erdoğan Teziç è professore ed ex presidente del Consiglio turco dell'istruzione superiore), per redigere una nuova costituzione. Il generale Ragıp Gümüşpala, comandante della Terza Armata, venne nominato nuovo capo di stato maggiore generale, ma venne sostituito, dopo il suo ritiro, avvenuto due mesi dopo, dal generale Cevdet Sunay.
Il 14 ottobre 1960 ebbe inizio nell'isola di Yassıada processo, davanti a un tribunale speciale, nei confronti di 592 tra ex ministri, deputati e funzionari, del governo del primo ministro Adnan Menderes e del Partito Democratico tra cui lo stesso Menderes e il presidente Celâl Bayar. Gli imputati furiono chiamati a rispondere di 19 diversi capi di imputazione. Le accuse andavano dalla corruzione, all'appropriazione indebita di fondi statali a quelle più gravi di attentato alla costituzione e per alcuni degli imputati di aver causato il Pogrom di Istanbul. Il processo ebbe termine il 15 settembre 1961, dopo 872 sessioni e 202 giorni di udienza. La Corte emise le condanne a morte per 15 imputati, tra cui il presidente della Repubblica Celâl Bayar il generale Rüştü Erdelhun il primo ministro Adnan Menderes, il ministro delle finanze Hasan Polatkan il ministro degli esteri Fatin Rüştü Zorlu. Il Comitato di unità nazionale confermò solo le condanne a morte di Menderes, Zorlu e Polatkan le cui sentenze vennero eseguite mediante impiccagione il 16 e 17 settembre 1961, nel carcere dell'isola di İmralı, nonostante gli inviti alla clemenza da parte di molti capi di Stato e di governo esteri e nonostante sia il presidente Cemal Gürsel sia İsmet İnönü, che era stato il principale oppositore di Menderes, fossero contrari all'esecuzione delle condanne a morte. Le restanti condanne a morte vennero commutate in ergastolo. Altri imputati vennero condannati a pene detentive varie.
Durante la sua presidenza Cemal Gürsel ha avuto un ruolo attivo nella vasta modernizzazione delle forze armate turche e la Turchia è stato uno dei pilastri della difesa del blocco occidentale durante la guerra fredda, in particolare durante la crisi missilistica cubana. In seguito alla dichiarazione di indipendenza di Cipro, secondo accordi presi in precedenza, una unità militare turca venne schierata a Cipro nel mese di agosto 1960. Durante la sua presidenza sono stati ospiti in Turchia la regina Elisabetta II ad Ankara nei primi mesi del 1961 e il vice presidente americano Johnson nel 1962. Cemal Gürsel mostrò molta attenzione nei confronti delle minoranze, nominando come suoi "vice rappresentanti di capo dello Stato" e membri a pieno titolo della Camera dei rappresentanti ad interim leader etnici come l'armeno Hermine Kalustyan, il greco Kaludi Laskari ed Erol Dilek di origine ebraica e il direttore di Shalom, Avram Leyon, lo ha accompagnato nei suoi viaggi all'estero e in occasione del ricevimento di capi di Stato stranieri.
La nuova costituzione, che prevedeva per la prima volta l'istituzione della Corte costituzionale, venne approvata con un referendum tenutosi il 10 ottobre 1961 e diede l'incarico di formare un nuovo governo come primo ministro a İsmet İnönü nel novembre 1961 e successivamente nel giugno 1962 e nel dicembre 1963, nel febbraio 1965 l'incarico venne assegnato al senatore Suat Hayri Ürgüplü, e a seguito delle elezioni generali, nell'ottobre 1965 l'incarico venne conferito a Süleyman Demirel leader del Partito della Giustizia, che era risultato vincitore delle elezioni, ed erede politico del Partito Democratico.
Con la riduzione delle tensioni tra l'Occidente e il blocco sovietico, Gürsel ha cercato un miglioramento delle relazioni con l'Unione Sovietica, come con gli altri membri dell'Alleanza Atlantica, avviando nuovi contratti di credito con gli Stati Uniti e il Regno Unito, e relazioni tecniche e investimenti bilaterali con la Germania Occidentale nel 1960. Nel 1962 divenne operativo il reattore atomico di Istanbul, vennero poi legalizzati i sindacati e il diritto di sciopero, concessa l'autonomia alle università e venne concesso il perdono presidenziale a Celal Bayar e all'ex capo di stato maggiore generale Rustu Erdelhun, la cui condanna a morte era stata commutata in ergastolo; durante la sua presidenza, attraverso i suoi stretti e personali dialoghi diplomatici con il presidente francese Charles de Gaulle e il cancelliere tedesco Konrad Adenauer, vennero avviate le prime trattative di adesione della Turchia alla Comunità Economica Europea (CEE), e con l'accordo di Ankara del 1963, firmato con Francia, Belgio, Paesi Bassi, Germania Ovest, Italia e Lussemburgo, venne autorizzata una grande migrazione di forza lavoro turca in Germania Ovest e in Europa occidentale dove era in corso un notevole sviluppo industriale.

## Malattia e morte
Il 31 gennaio 1966 Cemal Gürsel, che dalla fine del 1961 soffriva di una paralisi progressiva, venne colpito da una emorragia cerebrale e il 2 febbraio venne ricoverato al Walter Reed Army Medical Center di Washington dopo essere stato trasportato negli Stati Uniti in aereo privato "BlueBird" inviato dal presidente americano Johnson, ma il 9 febbraio, esattamente una settimana dopo il suo ricovero, cadde in coma dopo essere stato colpito da una trombosi e il 24 marzo venne deciso il suo ritorno in Turchia. Il 28 marzo il Parlamento turco dichiarò conclusa per motivi di salute la sua presidenza secondo la costituzione e meno di sei mesi dopo ad Ankara, alle ore 06.45 del 14 settembre 1966, un colpo apoplettico metteva fine alla sua vita.

## Vita privata
Nel 1927 sposò Melahat Gürsel, figlia di un ingegnere navale. La coppia ebbe un figlio, Özdemir Gürsel, e adottò due figlie, Hatice e Türkan Gürsel.